# Desire (filme)
Desire (bra: Desejo, ou Tentação Irresistível) é um filme estadunidense de 1936, do gênero comédia romântica, dirigido por Frank Borzage e estrelado por Marlene Dietrich e Gary Cooper. Elogiada pela sua sofisticação, a produção é uma refilmagem de Die Schonen von Aranjuez (Alemanha, 1933). Marlene queria um papel para John Gilbert, que estava em decadência, porém este veio a falecer e John Halliday assumiu seu lugar.
Apesar de dirigido por Borzage, o filme é marcado pelo estilo de Ernst Lubitsch, à época chefe de produção da Paramount Pictures.

## Sinopse
A ladra Madeleine de Beaupré rouba um colar de pérolas da joalheria de Aristide Duvalle, em Paris, e foge com destino à Espanha. Na fronteira daquele país, ela conhece Tom Bradley, um engenheiro de automóveis americano em férias. Com medo de ser descoberta pela polícia, ela coloca as jóias no bolso de Tom e tenta retomá-las já em terras espanholas, sem que ele perceba. O plano não funciona e Madeleine o atrai para a casa de seu sócio Carlos, em São Sebastião. Depois de várias peripécias, os dois se apaixonam, Madeleine desiste da vida de crimes, o colar é devolvido a seu legítimo dono e eles se casam.

## Elenco
| Ator/Atriz       | Personagem           |
| ---------------- | -------------------- |
| Marlene Dietrich | Madeleine de Beaupré |
| Gary Cooper      | Tom Bradley          |
| John Halliday    | Carlos Margoli       |
| William Frawley  | Sr. Gibson           |
| Ernest Cossart   | Aristide Duvalle     |
| Akim Tamiroff    | Policial Avilia      |
| Alan Mowbray     | Dr. Edouard Pauquet  |